# تاليس (كاستيلون)
بلدية تاليس (بالإسبانية: Tales)‏، هي إحدى بلديات مقاطعة كاستيلون التي تقع في منطقة بلنسية، في شرق إسبانيا.
يبلغ عدد سكانها 828 نسمة وفقاً لإحصائية سنة (2006).